# 奇洞站
奇洞站（：／ Gidong yeok */?）曾为韩国铁路长项线上的一个车站，位于忠清南道舒川郡鍾川面，已于1945年废止。

## 历史
- 1930年10月22日，落成使用。
- 1943年12月5日，停止使用。
- 1972年10月21日，重新使用。
- 2006年6月23日，停止使用。